# Dendronephthya stolonifera
Dendronephthya stolonifera är en korallart som beskrevs av May 1899. Dendronephthya stolonifera ingår i släktet Dendronephthya och familjen Nephtheidae. Inga underarter finns listade i Catalogue of Life.